# 전병수
전병수(1992년 3월 14일 ~ )는 대한민국의 축구 선수이며 포지션은 공격수이다.